# Religija u Hrvatskoj
Sloboda vjeroispovjesti je pravo svih građana Republike Hrvatske zagarantirana Ustavom Republike Hrvatske, koji definira pripadnicima svih denominacijama slobodno ispoljavanje religije i jednakost pred zakonom. Većina hrvatskih građana se izjašnjava katoličkim vjernicima. 

## Demografija
Prema popisu stanovništva 2011.; 83,2 % stanovništva su katolici, 3,32 % su pravoslavci, 1,32 % su muslimani, 0,34 % su protestanti. Bez religije ili ateistima izjasnilo se 4,71 %  stanovništva, 1,68 % su agnostici i skeptici, a 1,72 % se nije izjasnilo. Hrvatska i Poljska su dvije države s najvećim postotkom katolika od svih slavenskih zemalja. U Eurostatovom istraživanju 2005., 67 % ispitanika je odgovorilo da "vjeruju u postojanje Boga". U Gallupovom ispitivanju iz 2009., 70 % je odgovorilo da na pitanje "Je li religija važan dio vašeg svakodnevnog života?" Usprkos tome, samo 24 % stanovništva redovno posjećuje religijske objekte.

## Međudjelovanje religijskog i sekularnog života
U javnim školama dozvoljena je religijska nastava u skladu dogovora između religijskih grupa i Vlade, ali prisustvo na nastavi nije obvezno. Religijska nastava (vjeronauk) je organiziran u osnovnim i srednjim školama, uglavnom u koordinaciji s Katoličkom Crkvom.
Blagdani i spomendani u Hrvatskoj uključuju religjijske blagdane; Bogojavljenje, Uskrsni ponedjeljak, Tijelovo, Veliku Gospu, Svi svete,  Božić i blagdan Sv. Stjepana. Glavni blagdani zasnivaju se na katoličkoj liturgijskoj godini, ali pripadnici drugih denominacija mogu slobodno slaviti svoje blagdane.
Brak koji sklope vjerske zajednice i službeno je priznat.

## Denominacije
Katolička crkva u Hrvatskoj dobiva novčanu pomoć od države kao i druge benificije dogovorene konkordatom između Hrvatske Vlade i Vatikana. Dogovori između drugih ne-rimokatoličkih vjerskih zajednica i Vlade funkcioniraju tako da Vlada isplaćuje dio plaća i mirovina za religijske službenike kroz mirovinske i zdravstvene fondove.
Prema konkordatima potpisanim s Katoličkom Crkvom i želji da se i dalje definiraju njihova prava i privilegije unutar ovih okvira, vlada je potpisala i dodatne dogovore sa sljedećih 14 religijskih zajednica a to su:

- Srpska pravoslavna crkva (SPC)
- Islamska zajednica u Hrvatskoj
- Evangelička crkva
- Reformirana Krsćanska Crkva U Hrvatskoj
- Protestantska Reformirana Krsćanska Crkva U Hrvatskoj
- Pentekostalci
- Zajednica Pentekostalskih Kristovih Crkava
- Adventistička Crkva
- Baptistička zajednica Hrvatske
- Božja Crkva
- Kristova Crkva
- Adventisti sedmog dana
- Bugarska pravoslavna Crkva
- Makedonska pravoslavna Crkva
- Hrvatska Starokatolička Crkva

## Galerija
- Širenje kršćanstva u Europi i na Sredozemlju.
- Europa u doba velike podjele 1054. godine.
- Religija u Europi, na Sredozemlju i na Bliskom Istoku 1100.
- Religije u Europi 1560.

## Vanjske poveznice
- Registar Vjerskih Zajednica  Arhivirana inačica izvorne stranice od 1. srpnja 2010. (Wayback Machine), Ministry of Public Administration, Government of the Republic of Croatia (hrv.)